# Carlo Zinelli
Carlo Zinelli (Sant Giovanni Lupatoto, 2 de juliol de 1916 – Chievo, 27 de gener de 1974) va ser un pintor italià d'Art Brut (art marginal).

## Biografia
Zinelli va néixer a la província de Verona, i als divuit anys va començar a entusiasmar-se per la música, una passió que el va acompanyar tota la vida i estarà sovint present en els seus deliris oratoris.
El 1936 va acabar el servei militar, el 1938 va ser reclutat pel batalló de Trento i el 1939 es va embarcar a Nàpols per participar, com a voluntari, a la guerra civil espanyola, però després de només dos mesos va haver de deixar el front ja que li van diagnosticar esquizofrènia.
El van internar a l'asil de San Giacomo Alla Tomba de Verona el 1947, on va romandre deu anys gairebé en total aïllament. Va ser després de deu anys quan va començar a dibuixar grafitis a les parets de l'hospital. Davant de la necessitat d'expressar-se la direcció de l'hospital va permetre que assistís al taller de pintura i escultura creat l'any 1957, juntament amb altres pacients. Aquest taller de pintura va ser creat per l'escultor escocès Michael Noble, l'italià Pi Castagna, el psiquiatre Mario Marini i el director Cherubino Trabucchi.
En aquest moment, la vida de Carlo Zinelli va experimentar un gir prodigiós. Al taller, s'encoratjava als pacients a pintar o esculpir lliurement. Carlo Zinelli gaudeix de les condicions ideals per a desenvolupar el seu potencial creatiu.
Absort en aquesta nova afició i ple d'entusiasme, Carlo Zinelli pinta i dibuixa durant vuit hores al dia. Aquest tractament sembla tenir excel·lents beneficis en el seu estat i comportament, i les avaluacions clíniques en confirmen la millora. A partir del 1964, es va donar a conèixer la seva obra en algunes exposicions, i va atreure l'atenció d'historiadors associats amb Jean Debuffet i la Compagnie de l'Art Brut.
El 1969 l'hospital va canviar de localització, a Marzana, Itàlia. Desorientat pel trasllat, Zinelli pintarà molt menys fins a la seva mort, l'any 1974.

## Obra
La seva obra inclou aproximadament 1.900 pintures i algunes escultures. Les pintures normalment són en fulls blancs, i a doble cara del 1962 al 1968. Aquestes obres a doble cara tenen continuïtat d'una cara a l'altra.
Va fer servir sobretot colors purs, per crear narratives que explicaven històries de la seva infància, i repetint figures per omplir el fons en un estil "horror vacui". Les figures humanes són sòlides i representades de perfil, normalment amb grans forats per representar els ulls o altres parts anatòmiques.